# Kent-Harry Andersson
Pour les articles homonymes, voir Kent Andersson et Andersson.
Ne doit pas être confondu avec Kim Andersson, Magnus Andersson ou Mattias Andersson.
Kent-Harry Andersson, né le 24 avril 1949 à Ystad, est un ancien joueur et entraîneur suédois de handball.

## Palmarès
Compétitions internationales
- Vainqueur de la Coupe des Villes (C4) (1) : 1996
- Finaliste de la Coupe du monde des clubs  (1) : 1997

Compétitions nationales
- Vainqueur du Championnat de Suède (1) : 1992
- Vainqueur du Championnat de Norvège (1) : 1997
- Vainqueur du Championnat d'Allemagne de division 2 (1) : 1999
- Vainqueur du Championnat d'Allemagne (1) : 2004
  - Vice-champion en 2002
- Vainqueur de la Coupe d'Allemagne (2) : 2004 et 2005